# Міста Катару
Міста Катару.

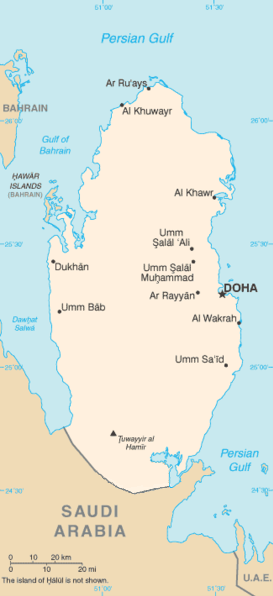
The major cities of Qatar

У Катарі налічується понад 20 міст із населенням більше 1 тисячі мешканців.
Нижче перелічено 9 найбільших міст 
| Назва                | Населення (2010) |
| -------------------- | ---------------- |
| Доха                 | 521 283          |
| Ер-Райян             | 392 428          |
| Доха Індастріал Еріа | 260 726          |
| Аз-Захіра            | 128 574          |
| Ель-Хаур             | 80 220           |
| Ель-Вакра            | 79 457           |
| Умм-Салаль           | 60 509           |
| Еш-Шаханія           | 35 393           |
| Мусаїд               | 35 150           |